# Аньєза Шахіні
Аньєза Шахіні (нар. 4 травня 1987, Тирана, Албанія) — албанська співачка. Представляла Албанію на дебютному пісенному конкурсі Євробачення 2004 (у фіналі посіла сьоме місце).

## Дискографія
- Welcome (2006)
- Erdhi Momenti (2008)
- Ujë në shkretëtirë (2014)